# Les Houches
Les Houches es una comuna y localidad francesa situada en la región Ródano-Alpes, en el departamento de Alta Saboya, en el distrito de Bonneville.
Les Houches es también una célebre estación de esquí. 

## Geografía
La comuna está situada en el valle de Chamonix, en el norte de los Alpes, a los pies del Mont-Blanc, en la ribera del Arve. Es atravesada por la carretera nacional 205 en dirección a Chamonix-Mont-Blanc.

## Demografía
| 1 369                     | 1 368 | 1 414 | 1 652 | ABS. | 1 713 | ABS. | 1 628 | ABS. | 1 171 | 1 194 | 1 212 | 1 165 | 1 152 | 1 113 | 1 081 | 1 045 | 1 057 | 2 069 | 1 085 | 1 108 | 1 027 | 990 | 988 | 870 | 982 | 1 137 | 1 186 | 1 243 | 1 474 | 1 766 | 1 947 | 2 706 | 3 060 |
| (Fuente: INSEE y Cassini) |       |       |       |      |       |      |       |      |       |       |       |       |       |       |       |       |       |       |       |       |       |     |     |     |     |       |       |       |       |       |       |       |       |

## Lista de alcaldes
- 1995-2001: Pierre Portier
- 2001-actualidad: Patrick Dole

## Hermanamientos
- Krasnaya Poliana

## La estación de esquí
La estación de esquí de Les Houches acoge cada año pruebas de la Copa del Mundo de Esquí Alpino, en la pista conocida como «La Verte des Houches» (La verde de Les Houches).